# Operation Deep Freeze
Operation Deep Freeze bezeichnet eine Reihe von Einsätzen der US Navy in der Antarktis, beginnend in der Saison 1955/56.

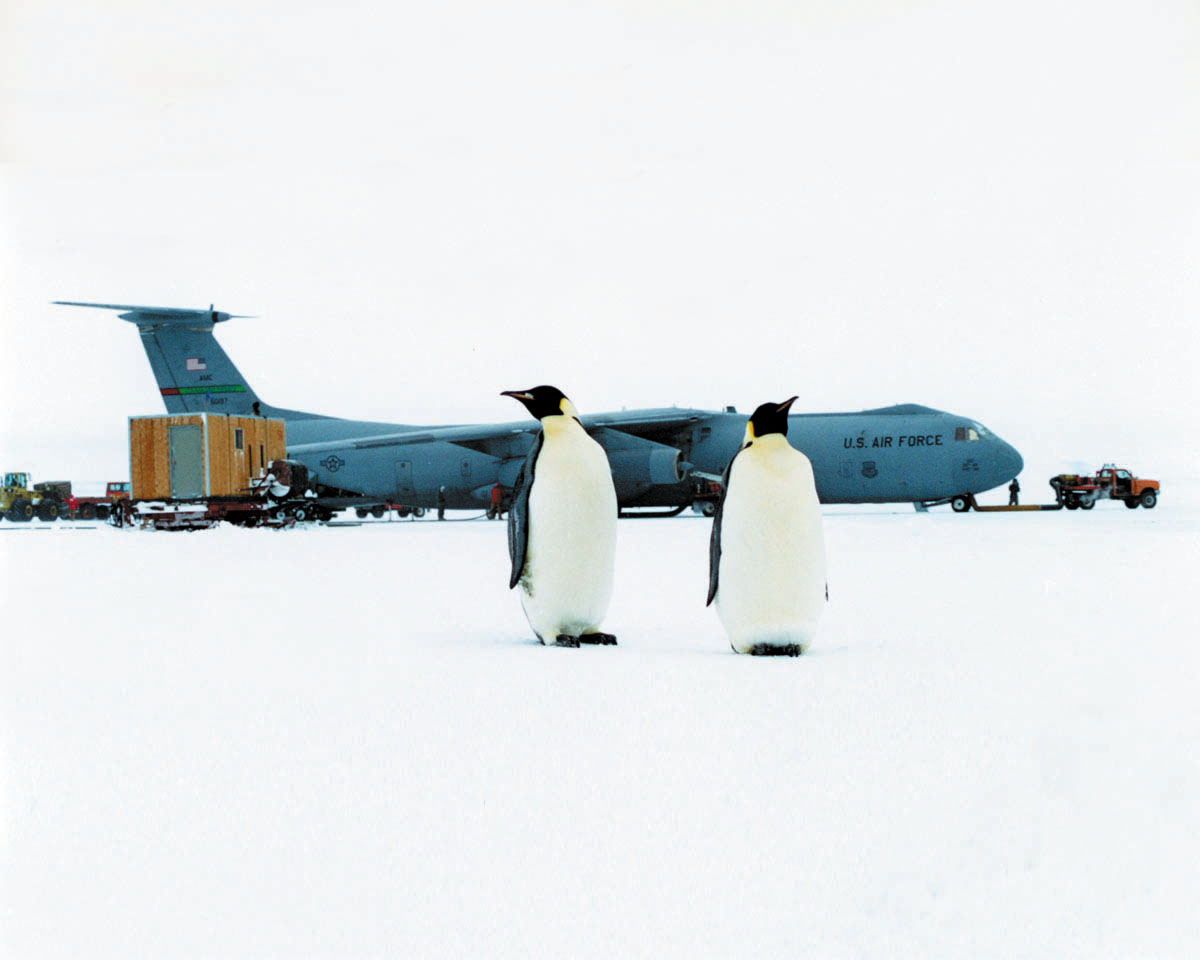
Deep Freeze 1997

Deep Freeze I fand in den Jahren 1955 und 1956 statt. Ziel dieser Aktion war die Einrichtung der Stationen Little America V in der Kainan-Bucht auf dem Ross-Schelfeis und McMurdo am McMurdo-Sund auf der Ross-Insel sowie des zugehörigen Flugfeldes (William Air Operations Facility).
Ein Jahr später sollten durch die Operation Deep Freeze II vier neue amerikanische IGY-Stationen eingerichtet werden: die Amundsen-Scott auf dem Südpol (Einrichtung durch Flugzeuge), Byrd in Marie-Byrd-Land, Wilkes an der Knox-Küste und Ellsworth auf dem Filchner-Ronne-Schelfeis.
1957 bis 1958 fand Deep Freeze III statt, die die Antarktis-Querungen von Little America (Ross-Schelfeis-Traverse, A.P. Crary), von Byrd (Sentinel-Traverse, V. Anderson) und von Ellsworth (Filchner-Schelfeis-Traverse, E.T. Thiel) unterstützen sollte.
Mit Deep Freeze IV (1958/1959) sollten weitere Querungen unterstützt werden. Die Stationen Little America, Wilkes und Ellsworth wurden aufgegeben. Seit 1960 werden die folgenden Deep Freeze-Operationen nach dem Jahr benannt, in dem sie stattfinden.